# Recreio (Minas Gerais)
Recreio é um município brasileiro do estado de Minas Gerais. Sua população era de 11.007 habitantes, segundo o censo de 2022 (IBGE).

## Geografia

### Localização
Na Zona da Mata de Minas Gerais, Microrregião Mata de Cataguases, limitando-se com o Estado do Rio de Janeiro, o município possui uma extensão territorial de 246 quilômetros quadrados. O município tem uma distância da capital do estado de 322 quilômetros.
A região integra o Domínio dos Planaltos Cristalinos Rebaixados, na depressão que liga a Mantiqueira ao Vale do Paraíba do Sul.
É banhado pelo Ribeirão dos Monos, afluente do Rio Pomba.

### Pontos Extremos
Extremo Norte: Rio Pomba; Extremo Sul: Área de Várzeas Agropecuárias; Extremo Leste: Serra Pedra Bonita; Extremo Oeste: Serra das Virgens.

### Distritos
O município é formado por três distritos e um povoado:
- Recreio (Sede)
- Conceição da Boa Vista
- Angaturama
- Barreiros (povoado)

### Bairros
- Alto do Asilo
- Planalto
- Caxias
- Hermes Machado
- Bairro dos Machados (Mandioca)
- Sebastião Dadu Arruda (Canto da Fábrica)
- Canto dos Ferreira
- Alto da Igreja
- Centro
- Cohab
- Horto
- Avenida
- Grotinha
- São Joaquim

### Rodovias
- BR-116
- BR-393
- MG-454

### Ferrovias
- Linha do Centro da antiga Estrada de Ferro Leopoldina [8]
- Linha de Manhuaçu da antiga Estrada de Ferro Leopoldina [9]

### Feriados
- 20 de janeiro - Dia de São Sebastião
- 27 de junho - Aniversário da Cidade (Elevação à distrito de Leopoldina)
- 08 de dezembro - Dia de Nossa Senhora da Imaculada Conceição

### População
1940: 9.687
1950: 10.810
1960: 11.877
1970: 12.059
1980: 10.762
1991: 10.578
2000: 10.181
2010: 10.299
2022: 11.007